# Sofie Elkjær Jensen
Sofie Elkjær Jensen (født 1985) er en dansk operasangerinde i sopran-registret og er tilknyttet Det Kongelige Teater.
Jensen er uddannet fra Det Kongelige Danske Musikkonservatorium i 2008 og afsluttede Operaakademiet i 2011.
I 2010 havde hun debut med Papagena i Tryllefløjten på Det Kongelige Teater, hvor hendes 
"herlige stemme og nydelige figur tog kegler" ifølge Georg Metz.
Siden sang hun til The Old Maid and the Thief, og blev for denne præstation nomineret til en Reumert som Årets Sanger i 2014.
Senere medvirkede Jensen i Thomas Adès' kammeropera Powder her Face der vandt en Reumert i 2016 som Årets Opera.
I sæsonen 2019/2020 synger hun i Carmen og Snedronningen.
I Snedronningen, hvor hun sang Gerdas parti, viste hun "strålende" og "blændende form" mente Valdemar Lønsted.
Jensen har optrådt i forbindelse med CPH Opera Festival siden 2009.
I 2011 deltog hun i "stand-up opera" på Literaturhaus.